# Johanna Boiardt
Johanna Boiardt (20 gennaio 1999) è un'ex sciatrice alpina svedese.

## Biografia
Specialista delle prove veloci attiva dal novembre del 2015, Johanna Boiardt ha vinto la medaglia d'oro nella discesa libera ai Campionati svedesi nel 2020 e nel 2022 e si è ritirata nel marzo del 2022; non ha esordito in Coppa Europa o in Coppa del Mondo e non ha preso parte a rassegne olimpiche o iridate.

## Palmarès

### Campionati svedesi
- 2 medaglie:
  - 2 ori (discesa libera nel 2020; discesa libera nel 2022)